# Jan Kristián I. z Eggenbergu
Jan Kristián I. z Eggenbergu (7. září 1641 – 14. prosince 1710 Praha) byl český šlechtic původem ze Štýrska, 3. kníže z Eggenbergu a vévoda krumlovský, za jehož života byla zahájena první barokní přestavba krumlovského zámku, četnými nákupy pozemků rozšířeno eggenberské panství v jižních Čechách a zároveň rozdělen rod Eggenbergů na štýrskou a krumlovskou větev. Po nečekaném vymření všech mužských potomků rodu přešlo krumlovské panství na jeho choť Marii Arnoštku, která je odkázala svému synovci Adamu Františkovi ze Schwarzenbergu, jenž na eggenberských základech založil tzv. Schwarzenberské dominium.

## Život
Jan Kristián I. se narodil 7. září 1641 jako prvorozený syn 2. knížete z Eggenbergu a vévody krumlovského Jana Antonína I. a Anny Marie Braniborsko-Bayreuthské. Jeho otec Jan Antonín I. byl nejenom představitelem rodu Eggenbergů, ale i významný politik a diplomat ve službách Habsburků. V době narození Jana Kristiána vlastnili Eggenbergové rozsáhlá panství v jižních Čechách, Štýrsku a Aquileii a jeho otec Jan Antonín se pohyboval v nejvyšší evropské politice. Nicméně již v roce 1649 Jan Antonín I., aniž by byl zavčas sepsal závěť, nečekaně zemřel a vedle velkého majetku po sobě zanechal i dva syny – osmiletého Jana Kristiána a pětiletého Jana Seyfrieda.
Přes náhlou ztrátu otce byl Jan Kristián od mládí připravován na převzetí panství a věnoval se vedle studia jazyků všem běžným povinnostem mladého šlechtice. Od roku 1654 navštěvoval jezuitskou univerzitu ve Štýrském Hradci a po jejím dokončení se roku 1660 vydal spolu se svým mladším bratrem Janem Seyfriedem na tradiční kavalírskou cestu po většině významných států Evropy – od Německa a Francie, po Španělsko, Švýcarsko a Itálii, kde je při Svatém stolci přijal i sám papež Alexandr VII.

### Rozdělení rodu
Po návratu z cest roku 1663 se oba již plnoletí bratři pustili do řešení dědictví po svém předčasně zesnulém otci. Ten ovšem nesepsal závěť, což jednání a vztahy mezi bratry postupně komplikovalo a nakonec vyústilo ve složitý konflikt, jelikož se mladší z bratrů Jan Seyfried odmítal smířit se ztrátou společenského postavení. V bezvýchodné situaci se Jan Kristián rozhodl přistoupit na smír a knížecí bratři se roku 1665 dohodli na rovném rozdělení majetku a rodu na dvě větve – starší krumlovskou v čele s Janem Kristiánem I. v jižních Čechách a na mladší štýrskou s Janem Seyfriedem.
Na dojednání smíru mezi oběma bratry měli v oné době zájem i vládnoucí Habsburkové. Vyjednávání se proto zúčastnil i tehdejší významný diplomat v jejich službách, kníže Jan Adolf I. ze Schwarzenbergu. Asistence Jana Adolfa I. ovšem nepřinesla pouze tolik kýženou dohodu, nýbrž i nečekaný sňatek Jana Kristiána I. a dcery Jana Adolfa I. princezny Marie Arnoštky 21. února roku 1666 ve Vídni.
Jan Kristián se následně s chotí, svým dvorem a úředníky odebral na krumlovský zámek, z něhož učinil své nové hlavní sídlo. Spory s bratrem, zvláště o říšské statky, však přetrvávaly ještě dalších sedm let. Jednalo se především o titul okněžněného hraběte gradišského, který držiteli umožňoval zasedat v říšském sněmu. Konečně v roce 1672 Jan Seyfried od sporů ustoupil za finanční kompenzace a pod podmínkou, že v Gradišce Jan Kristián I. povládne formálně i ve jménu své bratra.

### Vláda v jižních Čechách
V prvních rocích své vlády nad Krumlovským vévodstvím se kníže Jan Kristián potýkal s problémy korupce úředníků, ale nakonec se projevil jako dobrý hospodář. Zahájil opravy na stávajících majetcích a neváhal je vylepšovat. Podobně jako jeho děd Jan Oldřich a otec Jan Antonín I. také přikupoval nová panství. Během jeho vlády tak bylo koupěmi k vévodství připojeny statky Červený Újezdec, Dub u Tábora, Chlum u Křemže, Chlumeček, Myslín, Běleč a Kosmo, dvory ve Světlíku, Bartochově a ve Lhotce a také hamr u Dobrkovic.
Jedním z hlavních přínosů vlády Jana Kristiána však bylo zahájení osidlování nepřístupných a zalesněných oblastí na Šumavě, v čemž o několik desetiletí později pokračovali i Schwarzenbergové. Jan Kristián na svých panstvích také ve velkém uděloval městským cechům nová privilegia.

#### Přestavba Krumlovského zámku
Manželství Jana Kristiána a Marie Arnoštky bylo šťastné a oba manželé si velmi rozuměli. Jejich společným zájmem byla především láska k umění a jejich harmonický svazek byl současníky přirovnáván k „lásce mezi anděly“.
Tito dva milovníci umění však od roku 1666 pobývali na zámku v Českém Krumlově, který byl naposledy významně upravován za vlády předposledního vladaře Domu rožmberského Viléma z Rožmberka, tedy před sto lety. Jan Kristián se proto se svou chotí rozhodl z Krumlovského zámku vytvořit moderní reprezentativní sídlo hodné vévodského a knížecího dvora, pročež byla zahájena vůbec první barokní přestavba zámku.
K tomuto počinu manželé zvali na Krumlov umělce z celé Evropy. Mezi ty významné patřil dvorní malíř Jindřich de Veerle, scénograf Johann Martin Schaumberger, Domenico Rosetti, architekt Jakub Magii, Jan Plansker nebo sochař Jan Worath. Oba manželé jakožto vášniví sběratelé také rozšířili obrazové sbírky a Marie Arnoštka obohatila krumlovskou zámeckou knihovnu nejenom novými publikacemi, nýbrž i vlastními překlady.
Nejvýraznějším prvkem v rámci barokní transformace krumlovského zámku však bylo zřízení stabilní divadelní scény. Jan Kristián po vzoru jiných významných dvorů Evropy nechal v 80. letech zbudovat novou dřevěnou budovu typického barokního divadla, jež byla určena výhradně divadelnictví a do níž byl umístěn stálý herecký soubor, který do té doby vystupoval na provizorní scéně tzv. Jeleního sálu. O vytvoření pohyblivých kulis, tzv. proměn se postaral Johann Martin Schaumberger a od roku 1679 účinkoval na krumlovské scéně v rámci ansámblu Eggenberské kapely i jediný dnes známý kastrát severně od Alp – signore Maisel. Dobové herecké kostýmy z dob starého eggenberského divadla se dochovaly na krumlovském zámku dodnes. V Eggenberském divadle působil i známý komik Jan Valtentin Petzold, přezdívaný Brustfleck, nebo Johann Georg Göttner, autor divadelních her a dvorní básník.
Na konci 17. století se krumlovský divadelní soubor proslavil a začal působit pod patronací knížete v Rakousku, Bavorsku a dokonce i ve Švýcarsku. Z neznámých důvodů však v prvních letech 18. století zájem manželů o divadlo upadal a dřevěná budova byla v době, kdy Český Krumlov zdědili Schwarzenbergové v katastrofálním stavu, pročež Josef I. Adam ze Schwarzenbergu nechal vystavět na původních základech nové současné Zámecké barokní divadlo.

## Smrt a odkaz
Jan Kristián I. a jeho choť ve svém celoživotním snažení uspěli a vytvořili na Krumlovském zámku šlechtický dvůr evropského významu. Zároveň prokazovali sociální cítění a během své vlády usilovali o zlepšení životní úrovně poddaných na svých panstvích.
Kníže Jan Kristián I. zemřel v Praze ve svém paláci na Hradčanech 14. prosince roku 1710 jako jediný představitel české větve Eggenbergů, ježto manželství s Marií Arnoštkou, ač šťastné, bylo bezdětné. Jan Kristián byl nejprve uložen do hrobky vedle Viléma z Rožmberka v kostele svatého Víta v Českém Krumlově, avšak nakonec bylo jeho tělo převezeno do rodové hrobky ve Štýrském Hradci.
V okamžiku jeho smrti přešly veškeré jím držené tituly včetně titulu vévody krumlovského na jeho mladšího bratra Jana Seyfrieda, zatímco Marie Arnoštka zdědila manželův majetek v jižních Čechách a dál vládla na Krumlově pod podmínkou, že po její vlastní smrti přejde krumlovské panství na představitele štýrské větve Eggenbergů, tedy Jana Seyfrieda nebo jeho potomky.
Jan Seyfried však sám po třech letech v roce 1713 zemřel, následně i jeho syn Jan Antonín II. a v roce 1717 i jeho vnuk Jan Kristián II., jehož smrtí během sedmi let vymřel nečekaně celý rod Eggenbergů po meči. Dědictví po Janu Kristiánovi I. v jižních Čechách tak trvale přešlo na vévodkyni Marii Arnoštku. Ta za svého universálního dědice následně ustanovila synovce Adama Františka ze Schwarzenbergu, čímž po její smrti v roce 1719 přešlo krumlovské vévodství Eggenbergů na Schwarzenbergy, kteří v jižních Čechách založili tzv. Schwarzenberské dominium, jež ve svých počátcích mnohdy navazovalo na aktivity Jana Kristiána I.